# Joaquim Gonçalves de Azevedo

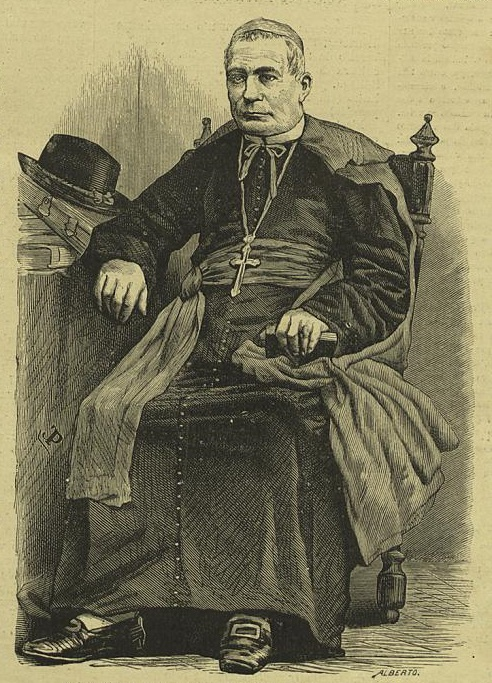
Joaquim Gonçalves D’Azevedo, Erzbischof von Bahia

Joaquim Gonçalves de Azevedo (* 19. Februar 1814 in Turiaçu, Maranhão, Brasilien; † 6. November 1879) war ein brasilianischer Geistlicher und römisch-katholischer Erzbischof von São Salvador da Bahia.

## Leben
Joaquim Gonçalves de Azevedo empfing am 8. April 1837 das Sakrament der Priesterweihe.
Am 25. September 1865 ernannte ihn Papst Pius IX. zum Bischof von Goiás. Der Bischof von Belém do Pará, Antônio de Macedo Costa, spendete ihm am 1. Juli 1866 die Bischofsweihe; Mitkonsekratoren waren der Bischof von Ceará, Luís Antônio dos Santos, und der Bischof von Olinda, Manoel do Rego Medeiros.
Am 18. Dezember 1876 bestellte ihn Pius IX. zum Erzbischof von São Salvador da Bahia.